# Léon du Bus de Warnaffe
Léon Edmond Sophie Ghislain Jean Joseph du Bus de Warnaffe (Roubaix, 3 juli 1866 - Roumont-sur-Ourthe, 24 september 1938) was een Belgisch volksvertegenwoordiger en senator.

## Levensloop
Léon de Bus was de oudste van de vier zoons van Paul du Bus de Warnaffe en Mathilde Bareel. Paul was op zijn beurt de derde van de vier zoons van Léonard Du Bus (1802-1868) en van Virginie Blecher (1810-1879), die op zijn beurt de broer was van de constituant François Du Bus.
Die vier zoons verkregen in 1873 opname in de Belgische erfelijke adel en kregen in 1896 vergunning om de Warnaffe aan de familienaam toe te voegen.
Léon promoveerde tot doctor in de rechten en werd advocaat.
Hij werd politiek actief en in 1908 werd hij verkozen tot katholiek volksvertegenwoordiger voor het arrondissement Aarlen-Marche-Bastenaken, een mandaat dat hij vervulde tot in 1925. Hij werd ook nog senator van 1925 tot 1932 voor hetzelfde arrondissement.
In 1919 werd jonkheer Léon du Bus vereerd met de erfelijke titel van burggraaf. Hij was getrouwd met Elisabeth Baesten (1874-1939) en ze kregen negen kinderen, onder wie Charles du Bus de Warnaffe, die de titel van zijn vader erfde en een belangrijke politieke carrière doorliep als parlementslid en minister.

## Publicaties
- Le Congrès national d'après la correspondance de François-Louis du Bus, membre dudit Congrès, in: Revue Générale, 1904.
- L'évolution du parti libéral, in: Revue Générale, 1906.
- Lois organiques de l'enseignement primaire depuis 1830, 1911.
- Les lois électorales belges depuis 1930, 1913.
- (met Carl Beyaert), Le Congrès National. Biographies des membres du Congrès National et du Gouvernement provisoire 1830-1831, Brussel, 1930.